# 金沢鼓門賞
金沢鼓門賞（かなざわつづみもんしょう）は、金沢競馬場で施行される地方競馬の重賞競走である。
金沢ケーブルが優勝杯を提供しており、正式名称は「金沢ケーブル杯 金沢鼓門賞」。
レース名の鼓門は金沢市の観光名所のひとつであり、能楽で用いられる鼓をイメージして建築されている。

## 概要
2019年にサラブレッド系3歳以上A2クラスによる特別競走として施行。同年から金沢スプリントカップのトライアルとして行われている。
2020年にA2下B1上の準重賞となり、2021年からは条件がA1以下となった。
2019年から2022年までは6月から7月初めの施行であったが、2023年は9月、2024年は8月にそれぞれ開催されている。
2025年度に重賞競走に昇格となる。

## 歴代優勝馬

### 特別競走時代
| 施行日        | 優勝馬           | 性齢 | 所属 | タイム | 優勝騎手 | 管理調教師 | 馬主     |
| ------------- | ---------------- | ---- | ---- | ------ | -------- | ---------- | -------- |
| 2019年6月16日 | オーバークロック | 騸8  | 金沢 | 1:30.3 | 畑中信司 | 加藤和宏   | 岩渕瑞生 |

### 準重賞時代
| 施行日        | 優勝馬             | 性齢 | 所属 | タイム | 優勝騎手 | 管理調教師 | 馬主     |
| ------------- | ------------------ | ---- | ---- | ------ | -------- | ---------- | -------- |
| 2020年6月16日 | エイシンクウカイ   | 牡6  | 金沢 | 1:31.8 | 中島龍也 | 高橋俊之   | 村瀬正   |
| 2021年6月13日 | サクラエンパイア   | 牡8  | 金沢 | 1:28.8 | 米倉知   | 中川雅之   | 山下幹夫 |
| 2022年7月5日  | トウショウデュエル | 牡10 | 金沢 | 1:28.3 | 栗原大河 | 佐藤茂     | 大山良彦 |
| 2023年9月11日 | エムティアンジェ   | 牝4  | 金沢 | 1:28.4 | 栗原大河 | 佐藤茂     | 田中竜雄 |
| 2024年8月11日 | エムティアンジェ   | 牝5  | 金沢 | 1:26.7 | 吉田晃浩 | 佐藤茂     | 田中竜雄 |

各回競走結果の出典
- JBISサーチ
  - 2019年、2020年、2021年、2022年、2023年、2024年